# Sintipes
Sintipes (Syntipas) fou un savi indi que va escriure suposadament dos llibres dels que es coneix la traducció al grec (feta vers el segle XI) sota el nom de Miquel Andreuopulos.
Una de les obres és un romanç o col·lecció d'històries a l'estil de "les mil i una nits" i que un autor àrab diu que només era una versió d'una obra d'un indi de nom Sendebad, caps dels filòsofs de l'Índia, que havia viscut 100 anys abans de Crist i havia escrit l'obra "El llibre dels set consellers, el mestre, la mare i el rei" que fou traduït al persa, àrab, hebreu i siríac (la traducció grega fou feta des del siríac).
L'altra obra és una col·lecció de faules (παραδειγματικοὶ λόγοι).